# 总统套房

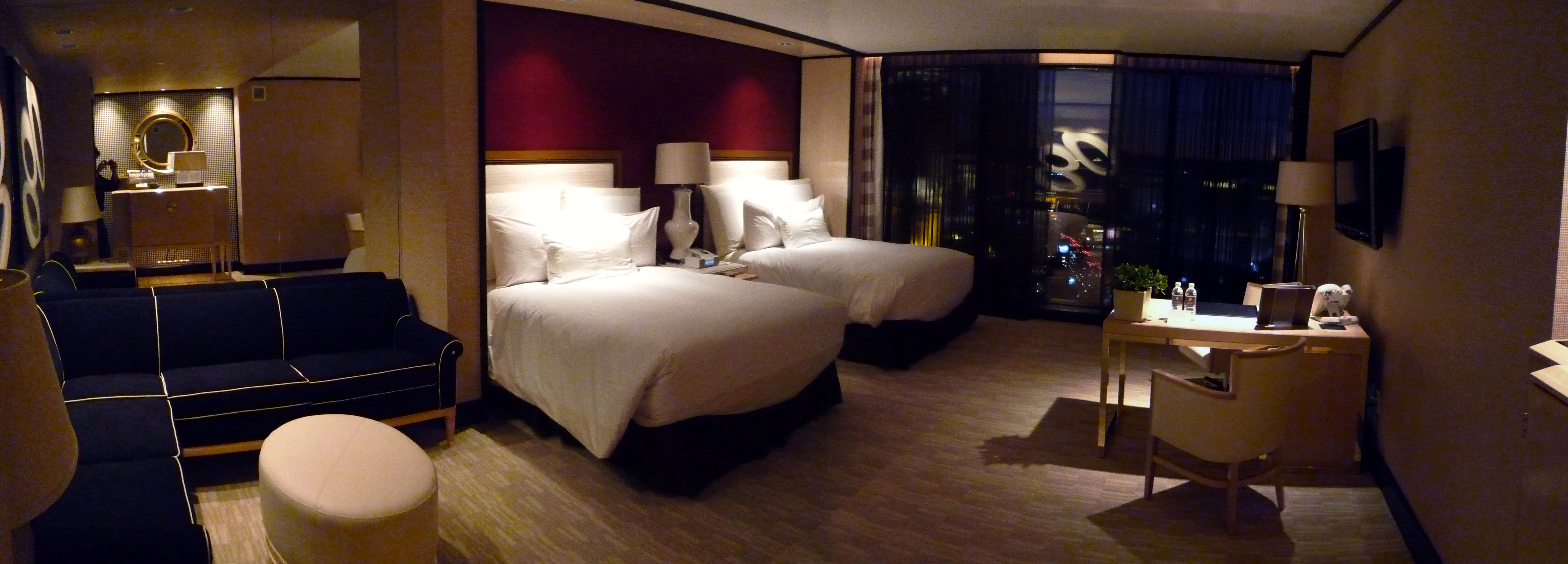
拉斯維加斯Encore酒店總統套房一景

总统套房是酒店业的一个术语，一般是该酒店提供的售价最贵、档次最高的客房类型，是套房的最高级别，专门用来接待贵宾。
星级酒店总统套房的名称来源于美國威爾遜總統每次出訪時對下榻旅館的特別規定，必須坐北朝南（北半球，南半球反之），有成套衛生間浴室和大得能容人走進去的櫥櫃，又稱衣帽間。

## 保全
總統套房要求還有良好的保全，及防狗仔隊的高私隱度；若有獨立貴賓通道出入、或私人直升機機場、或私家泳池，更好。